# Steinberg (Kreis Heiligenbeil)
Steinberg war ein Ort im Kreis Heiligenbeil in Ostpreußen. Seine Ortsstelle befindet sich heute im Munizipalkreis Rajon Bagrationowsk (Stadtkreis Preußisch Eylau) in der Oblast Kaliningrad (Gebiet Königsberg (Preußen)) der Russischen Föderation.

## Geographische Lage
Die Ortsstelle Steinbergs liegt 1 Kilometer nördlich der Staatsgrenze zur polnischen Woiwodschaft Ermland-Masuren (= südliches Ostpreußen) im Südwesten der Oblast Kaliningrad. Die frühere Kreisstadt Heiligenbeil (russisch Mamonowo) ist 16 Kilometer in westlicher Richtung entfernt, und die jetzige Rajonshauptstadt Bagrationowsk (deutsch Preußisch Eylau) 31 Kilometer in östlicher Richtung.

## Geschichte
Über die Gründung und Historie des Dorfs Steinberg liegen keine Belege vor. In der Gemeinde Hermsdorf im ostpreußischen Kreis Heiligenbeil wird Steinberg vor 1945 als Wohnplatz genannt, wobei der Ort aus ein paar kleinen Höfen bestanden haben soll.
Mit der Abtretung des gesamten nördlichen Ostpreußen 1945 in Kriegsfolge kam Steinberg zur Sowjetunion. Doch bereits in den ersten Nachkriegsjahren verliert sich seine Spur, zumal eine russische Namensgebung oder die Zuordnung zu einem Dorfsowjet nicht bekannt ist. Wohl machte auch die Lage im Grenzbereich für den Ort eine Besiedlung nicht möglich. So gilt Steinberg als untergegangener Ort.
Die Ortsstelle gehört jetzt zum Rajon Bagrationowsk in der russischen Oblast Kaliningrad.

## Religion
Über die Muttergemeinde Hermsdorf war Steinberg bis 1945 in den Sprengel Hermsdorf der Vereinigten evangelischen Kirchengemeinden Hermsdorf und Pellen (Pogranitschny/Piele) in der Kirchenprovinz Ostpreußen der Kirche der Altpreußischen Union eingegliedert.

## Verkehr
Die Ortsstelle Steinbergs liegt südlich der ehemaligen Bahnstrecke Heiligenbeil–Preußisch Eylau an einer Nebenstraße, die von Pogranitschny (Hermsdorf) bis zur Staatsgrenze verläuft und vor 1945 weiter bis nach Mędrzyki (Lauterbach) und Jachowo (Hanswalde) führte. Bahnstation war Hermsdorf.